# Kendra Dacher
Kendra Augustine Jocelyne Dacher es una deportista francesa que compite en lucha libre. Ganó una medalla de bronce en el Campeonato Europeo de Lucha de 2022, en la categoría de 72 kg.

## Palmarés internacional
| Campeonato Europeo | Campeonato Europeo | Campeonato Europeo | Campeonato Europeo |
| Año                | Lugar              | Medalla            | Categoría          |
| ------------------ | ------------------ | ------------------ | ------------------ |
| 2022               | Budapest (Hungría) | Medalla de bronce  | 72 kg              |